# نادي المجد السكندري
نادي المجد السكندري هو نادي كرة قدم مصري من مدينة الإسكندرية،تأسس النادي في 1976 ويلعب حالياً في الدوري المصري القسم الثاني بمجموعة بحري.
يترأس النادي رجل الأعمال إسلام الصياد ويقود الفريق بالقسم الثانى كرم جابر خلفاً للراحل أدهم السلحدار ويعاونه أمير قيصر وعادل عبد العزيز وحاتم فرغلى لحراسة المرمى وعماد عبد المولى مديراً للكرة و عمار الاسكندراني مشرفاً وعبد المولى مهنى رئيساً للجهاز ومصطفى هلش منسقاً إعلامياً للفريق ومحمد متولي للشئون الإدارية .